# Coma de Holder
Intervalo musical equivalente a {\displaystyle {\frac {1}{53}}} de la octava. Su razón numérica es igual a {\displaystyle {\sqrt[{53}]{2}}} y tiene una amplitud igual a {\displaystyle {\frac {1200}{53}}} o aproximadamente 22,6 cents. La coma de Holder es una fracción del tono que sirve para construir el llamado Sistema de Holder, una aproximación al sistema de Pitágoras por la vía de la división de la octava en partes iguales. La elección del número 53 como el divisor de la octava es un interesante hallazgo, porque por sí solo permite conseguir las siguientes propiedades del sistema de Holder:
- El tono tiene 9 comas de Holder y el semitono diatónico tiene 4. Este semitono es "pequeño" como el pitagórico.
- El semitono cromático tiene 5 comas y por tanto se diferencia del semitono diatónico en una coma de Holder. Aquí la coma de Holder se comporta como la coma pitagórica y como la inversa de la coma sintónica del sistema Justo, pues así como en sistema de Holder y en el de Pitágoras el semitono cromático es mayor que el diatónico, en el sistema justo sucede a la inversa.
- Los tonos son iguales (no hay tono grande y tono pequeño como en los sistemas Justos).
- La quinta justa tiene 31 comas y es sorprendentemente próxima a la quinta pura de Pitágoras, de relación 3:2. La diferencia entre una quinta pura y una quinta de 31 comas de Holder, es la schisma de Mercator, con 0,07 cents, que es igual a 1/53 de la coma de Mercator.

Algunos inconvenientes de este sistema son que se basa en una división de la octava, lo que es totalmente artificial; que las terceras mayores son muy grandes y disonantes, como el ditono pitagórico; y que los semitonos son distintos (aunque esto es algo que se iba buscando al elegir la dimensión de la coma, precisamente para aproximarse al sistema de Pitágoras).
De la sucesión de tonos y semitonos de la Escala diatónica, esto es: T-T-S-T-T-T-S, sustituyendo los tonos por 9 comas y los semitonos por 4 comas, se obtiene 9 + 9 + 4 + 9 + 9 + 9 + 4 = 53.
El método de construcción de la escala tomando una coma de {\displaystyle {\frac {1}{53}}} de octava, coincide con la práctica habitual de los instrumentos de cuerda sin trastes (como el violín) en que los semitonos cromáticos son grandes (de 5 comas), y los diatónicos son pequeños (de 4 comas), dando lugar a un tono de 9 comas y a una separación de una coma entre notas enarmónicas, como do♯ / re♭, donde el do♯ sería una coma más agudo que el re♭.
La coma de Holder tiene su origen en el sistema de Pitágoras cuando la espiral de quintas se amplía hasta 53 de ellas, que equivalen aproximadamente a 31 octavas (ver coma de Mercator). Cuando la coma de Mercator se reparte entre las 53 quintas, se obtiene un sistema de temperamento igual que divide la octava en 53 partes; este es el sistema de Holder.
El nombre de esta coma lo estableció William Holder.
- Datos: Q3818347
- Multimedia: Holdrian commas / Q3818347